# Panteão

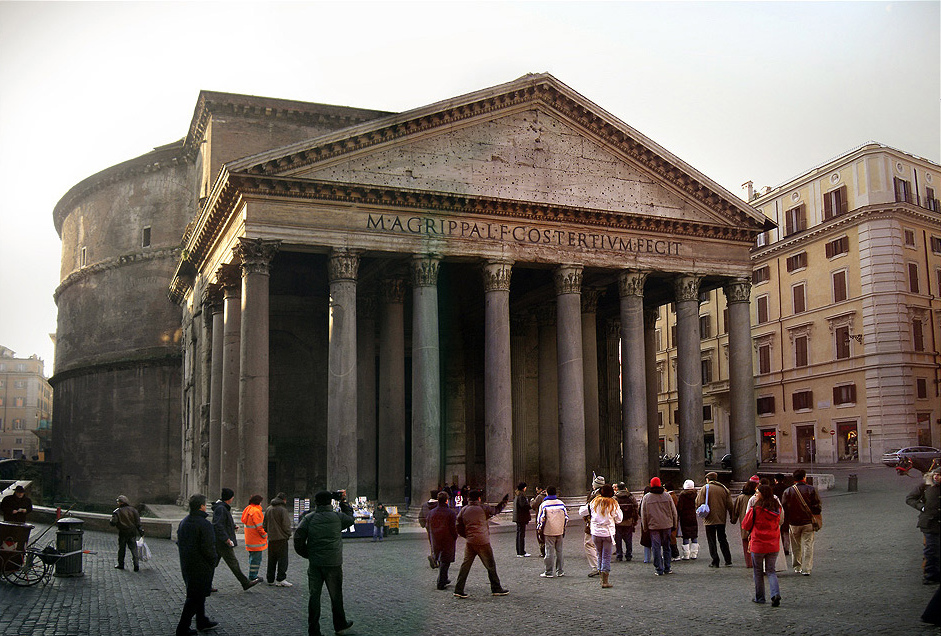
Panteão de Roma

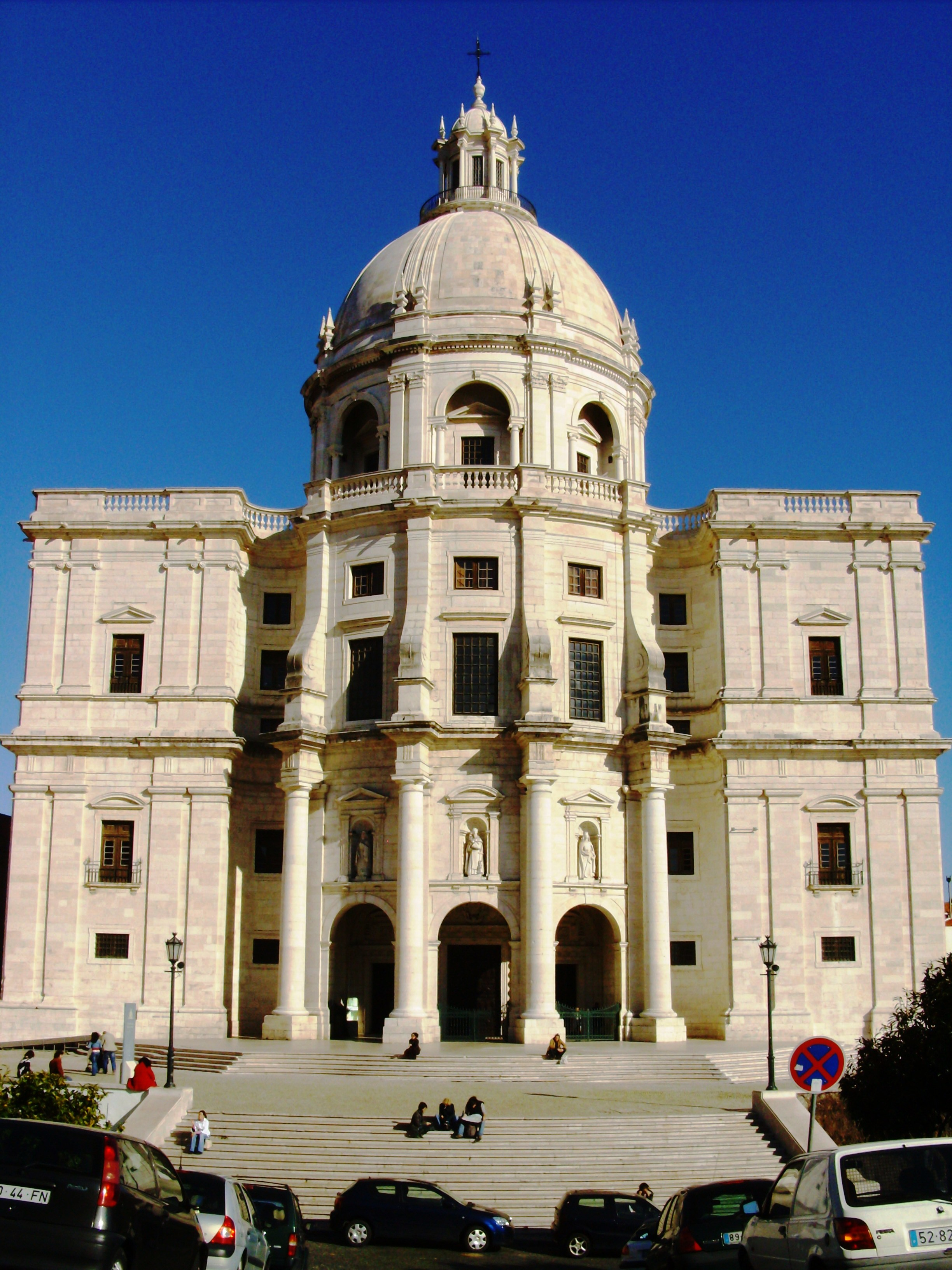
Panteão Nacional, Lisboa.

Panteão (em grego clássico: πάν; romaniz.: pan; "todo"; e em grego clássico: θεον; romaniz.: théos; "deus") significa literalmente o conjunto de deuses de determinada religião. Eventualmente, o termo "panteão" passou a significar tanto o conjunto de deuses quanto o templo específico a eles devotado. Atualmente, "panteão" é o termo designado para um mausoléu que abriga os restos mortais de diversas pessoas notáveis.

## Templo sagrado
Note-se que já na Grécia antiga, o panteão nasce de uma certa tendência monoteísta que pretende conjugar os diversos cultos, seja por meio da centralização das práticas rituais (um só tipo de sacerdote, de templo e de festividades), seja por meio do sincretismo que funde numa divindade (designada pelo qualificativo de pantheios, transliterado do grego antigo), os atributos até então dispersos por várias. O primeiro templo conhecido a constituir-se sob este ponto de vista situava-se em Pérgamo.[carece de fontes?] O de Roma é, no entanto, o mais conhecido.
Num sentido mais direto, significa o conjunto de deuses de uma mitologia. Há, assim, um panteão egípcio, um panteão grego, um panteão nórdico etc.

## Mausoléu
Com o progressivo domínio do monoteísmo no Ocidente, os panteões foram reformulados para servir de última morada àqueles que, por meio de feitos notáveis nas mais diversas áreas, engrandeceram sua pátria: intelectuais, estadistas, artistas etc. Assim, os atuais panteões em muito se confundem com os mausoléus.
No Brasil:
- Panteão da Pátria
- Panteão dos Heróis da Inconfidência
- Panteão Duque de Caxias
- Panteão dos Andradas
- Capela Imperial
- Mausoléu Imperial
- Panteão dos Heróis

Em Portugal:
- Panteão da Dinastia de Bragança
- Mosteiro de Santa Cruz
- Mosteiro da Batalha
- Mosteiro de Alcobaça
- Panteão Nacional
- Panteão dos Patriarcas de Lisboa

Em outros países:
- Panteão de Paris, França
- Panteão de Roma, Itália